# Harold Cromer
Harold Cromer (* 22. Januar 1921 in New York; † 8. Juni 2013) war ein amerikanischer Stepptänzer und Choreograph, auch bekannt als „Stumpy“ aus dem Comic-Stepptanz-Duo „Stump und Stumpy“.

## Leben
Harold Cromer hatte keine formale Ausbildung, sondern lernte seine Bühnenfertigkeiten autodidaktisch. Er arbeitete an der Seite von Ethel Merman, Bert Lahr und Betty Grable in dem Broadway-Hit Du Barry was a Lady. Nach seiner Tätigkeit am Broadway zog es Cromer zu den Vaudeville Bühnen, wo er seine Stepptanzfähigkeiten erarbeitete und erweiterte; das brachte ihm eine Rolle im Ronald-Reagan-Musical This is the Army ein. Er wurde bekannt für seine Auftritte in Moke und Poke und Stump und Stumpy. Cromer trat in The Greatest Show of Stars auf, wo er mit Chubby Checker, Fats Domino, Duane Eddy, Frankie Avalon sowie anderen Persönlichkeiten gearbeitet hat. Er kehrte im Jahr 1978 mit der Show The American Dance Machine zurück an den Broadway. Mit dieser Show absolvierte Harold auch eine erfolgreiche internationale Tournee.